# Hélène Flautre
Hélène Flautre (* 29. Juli 1958 in Bapaume) ist eine französische Politikerin (Les Verts). Zurzeit ist sie Mitglied des Europäischen Parlaments.

## Laufbahn
Hélène Flautre schloss 1980 ihr Hochschulstudium als Bauingenieurin ab und arbeitete von 1981 bis 1991 als Mathematiklehrerin. 1989 trat sie den französischen Grünen bei.
Von 1989 bis 1992 war sie Stadträtin von Arras, anschließend bis 1998 als Referentin im Präsidium des Regionalrates von Nord-Pas-de-Calais unter Marie-Christine Blandin zuständig für kulturelle Angelegenheiten.
Bei der Europawahl 1999 wurde sie auf der von Daniel Cohn-Bendit angeführten Liste der Grünen in das Europaparlament gewählt. 2004 erfolgte ihre Wiederwahl an der Spitze der Liste der Grünen im Wahlkreis Nord-Ouest. Sie war damals Mitglied der Delegation für die Beziehungen zu den Maghreb-Ländern und der Union des Arabischen Maghreb und der Delegation in der Parlamentarischen Versammlung Europa-Mittelmeer und seit 2004 Vorsitzende des Unterausschusses für Menschenrechte.
Im Jahre 2001 wurde sie erneut als Stadträtin von Arras gewählt.
In der Periode ab 2009 hat Flautre folgende Aufgaben als EU-Parlamentarierin übernommen:
Sie ist Vorsitzende in der Delegation im Gemischten Parlamentarischen Ausschuss EU-Türkei.
Außerdem ist sie Mitglied in der Konferenz der Delegationsvorsitze, im Ausschuss für bürgerliche Freiheiten, Justiz und Inneres sowie in der Delegation in der Parlamentarischen Versammlung der Union für den Mittelmeerraum.
Als Stellvertreterin arbeitet Flautre im Ausschuss für auswärtige Angelegenheiten und in der Delegation für die Beziehungen zu den Maghreb-Ländern und der Union des Arabischen Maghreb.